# Андо Масахіро
Масахіро Андо (яп. 安藤 正裕; нар. 2 квітня 1972, Сайтама) — колишній японський футболіст, що грав на позиції захисника.

## Клубна кар'єра
Народився 2 квітня 1972 року в місті Сайтама. Вихованець футбольної школи клубу Kokushikan University.
У дорослому футболі дебютував 1995 року виступами за команду «Сімідзу С-Палс», в якій провів чотири сезони, взявши участь у 115 матчах чемпіонату. Більшість часу, проведеного у складі «Сімідзу С-Палс», був основним гравцем захисту команди.
Згодом з 1999 по 2003 рік грав у складі команд «Джубіло Івата», «Йокогама Ф. Марінос», «Омія Ардія», «Гамба Осака», «Вегалта Сендай», «Омія Ардія» та «Кіото Санга».
Завершив професійну ігрову кар'єру у клубі «Омія Ардія», у складі якого вже виступав раніше. Вдруге прийшов до команди 2004 року і захищав її кольори до припинення виступів на професійному рівні у 2005 році.

## Виступи за збірну
1999 року провів один матч у складі національної збірної Японії. Того ж року у її складі був учасником розіграшу Кубка Америки 1999 року у Парагваї.

## Титули і досягнення
- Володар Кубка Джей-ліги (1):

«Сімідзу С-Палс»: 1996
- Чемпіон Японії (1):

«Джубіло Івата»: 1999